# Скиталец (писатель)
Скита́лец (настоящее имя — Степа́н Гаври́лович Петро́в; 28 октября (9 ноября) 1869, село Обшаровка, Самарский уезд, Самарская губерния — 25 июня 1941, Москва) — русский писатель, журналист, поэт и прозаик.

## Биография
Родился 28 октября (9 ноября) 1869 года в семье Гаврилы Иванова Петрова, бывшего крепостного. Отец, лишившийся во время войны на Кавказе ноги, зарабатывал столярным делом и игрой на гуслях. Играл на гуслях и сам Скиталец. Около двух лет Гаврила с сыном скитались с гуслями по ярмаркам и базарам городов и сёл Поволжья. Об этом Скиталец позже напишет в повести «Сквозь строй».
Степан учился сначала в четырёхгодичной начальной школе, затем — в двухклассном училище, где впервые начал пробовать себя в поэзии. По окончании училища Скиталец год работал помощником учителя с жалованьем пять рублей в месяц. Затем в 1884 году поступил в Самарскую учительскую семинарию, получал десять рублей стипендии. Вскоре Степан вступил в нелегальный кружок, где семинаристы читали К. Маркса, Н. Г. Чернышевского, Д. И. Писарева и вели беседы революционного характера. Скиталец писал фельетоны, рассказы, стихи о крестьянской нужде и бесправии. Некоторые из них публиковались в рукописном литературном журнале «Семинарист». За одно из таких стихотворений Скиталец был исключён из семинарии как «политически неблагонадёжный».
Принимал участие в революционном движении России, в 1888, 1901, 1902 и 1905 годах подвергался арестам. С 1908 года отошёл от революционной деятельности.
С 1897 года сотрудничал в газете; в 1898 году познакомился с А. М. Горьким, который оказал на него большое влияние.
С конца ноября 1901 по 23 апреля 1902 года М. Горький с семьей жил на даче Олеиз. У него, сменяя друг друга, а иногда и все вместе, гостили Скиталец, Л. Н. Андреев, И. А. Бунин, С. Рахманинов, А. А. Спендиаров, Ф. И. Шаляпин, Н. Д. Телешов. Последний вспоминал, описывая один день, который, вероятнее всего, приходился на середину апреля 1902 года «Ранней весной, в Чёрное море, на простой рыбацкой лодке, — выехали мы с дачи „Нюра“ в Олеизе, где жил тогда Горький, вчетвером: Скиталец, Горький, Шаляпин и я. На десятки верст вокруг не было ни одного человека. Солнце золотом сверкало в сильных и упругих, вздымавшихся и падающих синих волнах. Шаляпин запевал „Вниз по матушке по Волге“, а Горький и Скиталец изображали хор; единственным слушателем был я, сидевший на руле…».
В 1905 году жил в селе Стоговка, в имении свёкра, симбирского купца Николая Константиновича Ананьева.
В 1908 году построил дачу в Крыму в Байдарской долине (деревня Скеля) на хуторе расположенном у края леса между нынешними сёлами Родниковое и Россошанка. В настоящее в полуруинированном состоянии.
В 1900-х печатался в сборниках организованного Горьким издательства «Знание», в различных газетах и журналах. Активный участник литературного кружка «Среда». В 1902—1907 годах вышли три тома произведений Скитальца, в 1912 году — ещё три. В 1916—1919 годах опубликовано Собрание сочинений в 8-ми томах.
В 1900—1910-х годах на стихи Петрова-Скитальца были сочинены несколько романсов, самым популярным из которых стал «Колокольчики, бубенчики…», положенный на музыку Михаилом Штейнбергом (текст оригинального стихотворения для романса был несколько сокращён). Романс исполняли популярнейшие эстрадные исполнители того времени (Н. В. Плевицкая, А. Д. Вяльцева, Н. В. Дулькевич, Ю. С. Морфесси, М. Д. Давыдов, М. И. Вавич), массовыми тиражами выходили грампластинки с записями романса. По следам необычайного успеха песни Михаил Штейнберг досочинил авторский текст, опубликовав «Новые колокольчики-бубенчики», что положило начало народному творчеству: до настоящего времени романс популярен в исполнении многих артистов, когда от первоначального авторского текста остались лишь ключевые слова и припев.
Первый вариант текста к вальсу «На сопках Маньчжурии», лёгший в основу последующих вариаций, написал также Скиталец-Петров.
В начале Первой мировой войны отправился санитаром на фронт. Опубликовал несколько очерков и рассказов, в которых выступил с осуждением войны.
Положительно отнесся к Февральской революции, Октябрьскую революцию не принял.
С 1913 по 1921 год жил в Симбирске (ныне — Ульяновск) на улице Пролетарской, в доме № 41.
В 1921 году эмигрировал в Китай. С 1922 по 1934 год жил в Харбине. Продолжал активную литературную деятельность, с 1928 года публиковался в советских журналах.
17 июня 1934 года вернулся в Москву. Неоднократно встречался с Горьким, занимался литературной и общественной деятельностью. Принимал участие в работе Первого съезда советских писателей (без права решающего голоса).
Скончался 25 июня 1941 года. Похоронен в Москве на Введенском кладбище (7-й участок).
Некоторые сочинения Петрова-Скитальца опубликованы на иностранных языках.

## Семья
В 1903 году женился на Александре Николаевне Ананьевой, дочери симбирского купца и банкира. 
Сын Евгений Степанович Петров — кинорежиссёр.

## Адреса в Санкт-Петербурге
1905 год — 8-я Рождественская улица, 25.

## Память
- Имя Степана Скитальца носит улица в Севастополе.
- В 1960 году в Ульяновске на доме по улице Пролетарской, № 41 открыта мемориальная доска: «В этом доме в 1913—1921 гг. жил писатель С. Г. Скиталец (Петров)»[6].

## Архив
Личный фонд С.Г. Скитальца хранится в Российском государственном архиве литературы и искусства и состоит из 312 единиц хранения за 1893–1961 гг. Основу фонда составляют рукописи произведений: фельетоны в стихах «Самарские строфы», сказки, рецензии, воспоминания и лекции. Также здесь хранится переписка (среди корреспондентов — М. Горький, В.И. Немирович-Данченко, А.С. Серафимович, П.Б. Струве и др.); членские билеты и удостоверения, договоры и переписка с издательствами, поздравительные телеграммы, фотографии Степана Гавриловича (индивидуальные и в группах).